# Cojedes (cidade)
Cojedes é uma cidade venezuelana, capital do município de Anzoátegui.